# Ballade for You/The Lark
Ballade for You/The Lark este un disc single al formației Transsylvania Phoenix, scos în anul 1987 în Germania de Vest.

## Prezentare
Producția muzicală a acestui material aparține lui Josef Kappl, fiind înregistrat în „Madagaskar Studio”, Hanovra, împreună cu Heiner Lürig, în vremea aceea coleg cu Josef Kappl în trupa lui Heinz Rudolf Kunze. Piesele au fost cântate de către Nicu Covaci la chitare și de Josef Kappl la chitară bas. Acestuia din urmă îi aparțin și aranjamentele muzicale ale pieselor precum și programările sintetice (baterie electronică și sintetizatoare).
Piesele au fost declarate de către firma producătoare – Extra Records & Tapes, Klaus Böhnke GmbH – drept compoziții Nicolae Covaci, după informațiile acestuia. Nicu Covaci a declarat însă într-un interviu că atribuirea acestor piese lui a fost greșit făcută de către editorii discului.
În realitate, „Ballade for You” este o prelucrare a „Baladei pentru vioară și orchestră” de Ciprian Porumbescu, iar „The Lark”, o prelucrare a „Ciocârliei”. Aceste piese au fost reluate mai târziu, pe albumul În umbra marelui urs (2000), sub numele de „Balada”, respectiv pe discul single Ciocîrlia/Perestroika (1990) – „Ciocîrlia” și, ulterior, pe Aniversare 35 (1997), în colajul „De-a lungul..., Ciocârlia, Sârba-n căruță”, sub o nouă interpretare și orchestrație. Materialul acestui disc single a fost remasterizat și editat pe suport compact disc în anul 2019, pe albumul de restituiri The 80s.

## Piese
Fața A:
1. Ballade for You (Nicolae Covaci) 4:09

Fața B:
1. The Lark (Nicolae Covaci) 3:54

Material produs de Extra Records & Tapes, Klaus Böhnke GmbH.

## Componența formației
- Nicolae Covaci – chitară electrică și acustică
- Josef Kappl – chitară bas, aranjamente, programări, producător